# Shannon (Misisipi)
Shannon es un pueblo del Condado de Lee, Misisipi, Estados Unidos. Según el censo de 2000 tenía una población de 1.657 habitantes y una densidad de población de 155.7 hab/km².

## Demografía
Según el censo de 2000, había 1.657 personas, 632 hogares y 437 familias residiendo en la localidad. La densidad de población era de 155,7 hab./km². Había 691 viviendas con una densidad media de 64,9 viviendas/km². El 44,42% de los habitantes eran blancos, el 54,19% afroamericanos, el 0,06% amerindios, el 0,12% asiáticos, el 0,84% de otras razas y el 0,36% pertenecía a dos o más razas. El 1,57% de la población eran hispanos o latinos de cualquier raza.
Según el censo, de los 632 hogares en el 40,2% había menores de 18 años, el 38,4% pertenecía a parejas casadas, el 23,7% tenía a una mujer como cabeza de familia y el 30,7% no eran familias. El 27,1% de los hogares estaba compuesto por un único individuo y el 7,9% pertenecía a alguien mayor de 65 años viviendo solo. El tamaño promedio de los hogares era de 2,62 personas y el de las familias de 3,18.
La población estaba distribuida en un 32,0% de habitantes menores de 18 años, un 10,6% entre 18 y 24 años, un 29,5% de 25 a 44, un 19,1% de 45 a 64 y un 8,8% de 65 años o mayores. La media de edad era 29 años. Por cada 100 mujeres había 94,9 hombres. Por cada 100 mujeres de 18 años o más, había 91,3 hombres.
Los ingresos medios por hogar en la localidad eran de 29.773 dólares ($) y los ingresos medios por familia eran 30.848 $. Los hombres tenían unos ingresos medios de 25.313 $ frente a los 20.149 $ para las mujeres. La renta per cápita para la ciudad era de 13.592 $. El 18,4% de la población y el 16,3% de las familias estaban por debajo del umbral de pobreza. El 21,6% de los menores de 18 años y el 21,4% de los habitantes de 65 años o más vivían por debajo del umbral de pobreza.

## Geografía
Según la Oficina del Censo de los Estados Unidos, la localidad tiene un área total de 10,6 km², todos ellos correspondientes a tierra firme.